# Rabiosa
Die Rabiosa, auch Rabiusa und alemannisch Landwasser genannt, ist ein rund 10 Kilometer langer linker Nebenfluss der Plessur im Schweizer Kanton Graubünden.

## Geografie

### Verlauf

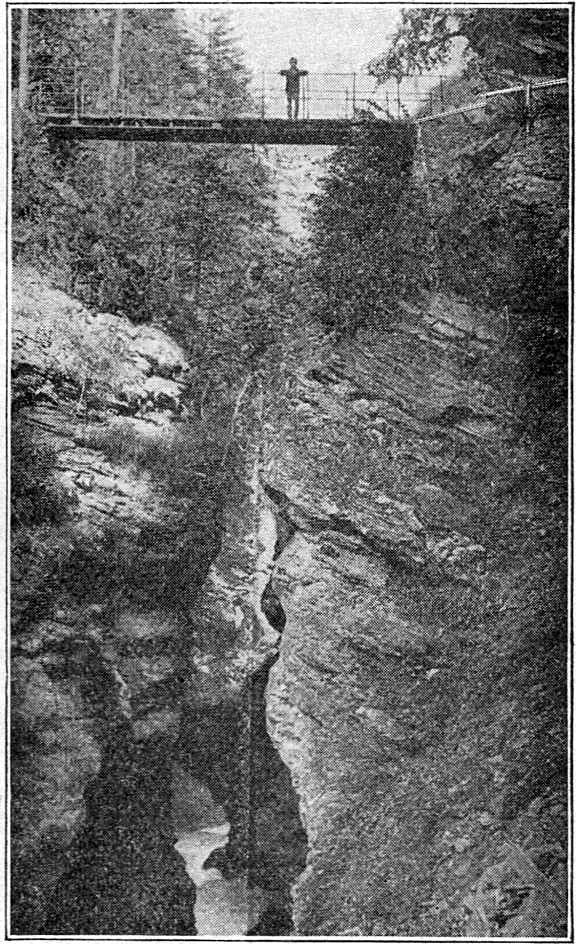
Rabiosaschlucht um 1905

Der Wildbach, dessen Name auf Rätoromanisch etwa „die Tobende“ bedeutet, entwässert das Churwaldnertal, das sich von der Lenzerheide durch die Gemeinde Churwalden nach Norden in Richtung Chur zieht.
Die Rabiosa entsteht auf einer Höhe von 1337 m ü. M. durch den Zusammenfluss von Stätzerbach und Chötzenberger Tobel bei Stettli. Unterhalb von Churwalden vereint sie sich mit weiteren Bächen, die von Parpan, der Passhöhe und den Hängen des Stätzerhorns sowie des Parpaner Weisshorns herkommen. Sie bildet bei Passugg eine tiefe Schlucht.
Bei Meiersboden mündet sie auf einer Höhe von 624 m ü. M. von Süden und links in die von Arosa herkommende Plessur, die nordwestlich von Chur in den Alpenrhein fliesst.
Ihr etwa 9,6 km langer Lauf endet ungefähr 713  Höhenmeter unterhalb ihres Ursprungs, sie hat somit ein mittleres Sohlgefälle von etwa 74 ‰.

### Einzugsgebiet
Das 52,58 km² grosse Einzugsgebiet der Rabiosa liegt in den Plessuralpen und wird durch sie über die Plessur und den Rhein zur Nordsee entwässert.
Es besteht zu 36,1 % aus bestockter Fläche, zu 45,9 % aus Landwirtschaftsfläche, zu 3,6 % aus Siedlungsfläche und zu 14,4 % aus unproduktiven Flächen.
Die Flächenverteilung
Die mittlere Höhe des Einzugsgebietes beträgt 1687,5 m ü. M., die minimale Höhe liegt bei 658 m ü. M. und die maximale Höhe bei 2824 m ü. M.

## Hydrologie
Bei der Mündung der Rabiosa in die Plessur beträgt ihre modellierte mittlere Abflussmenge (MQ) 1,44 m³/s. Ihr Abflussregimetyp ist nival alpin und ihre Abflussvariabilität beträgt 18.

## Wirtschaft

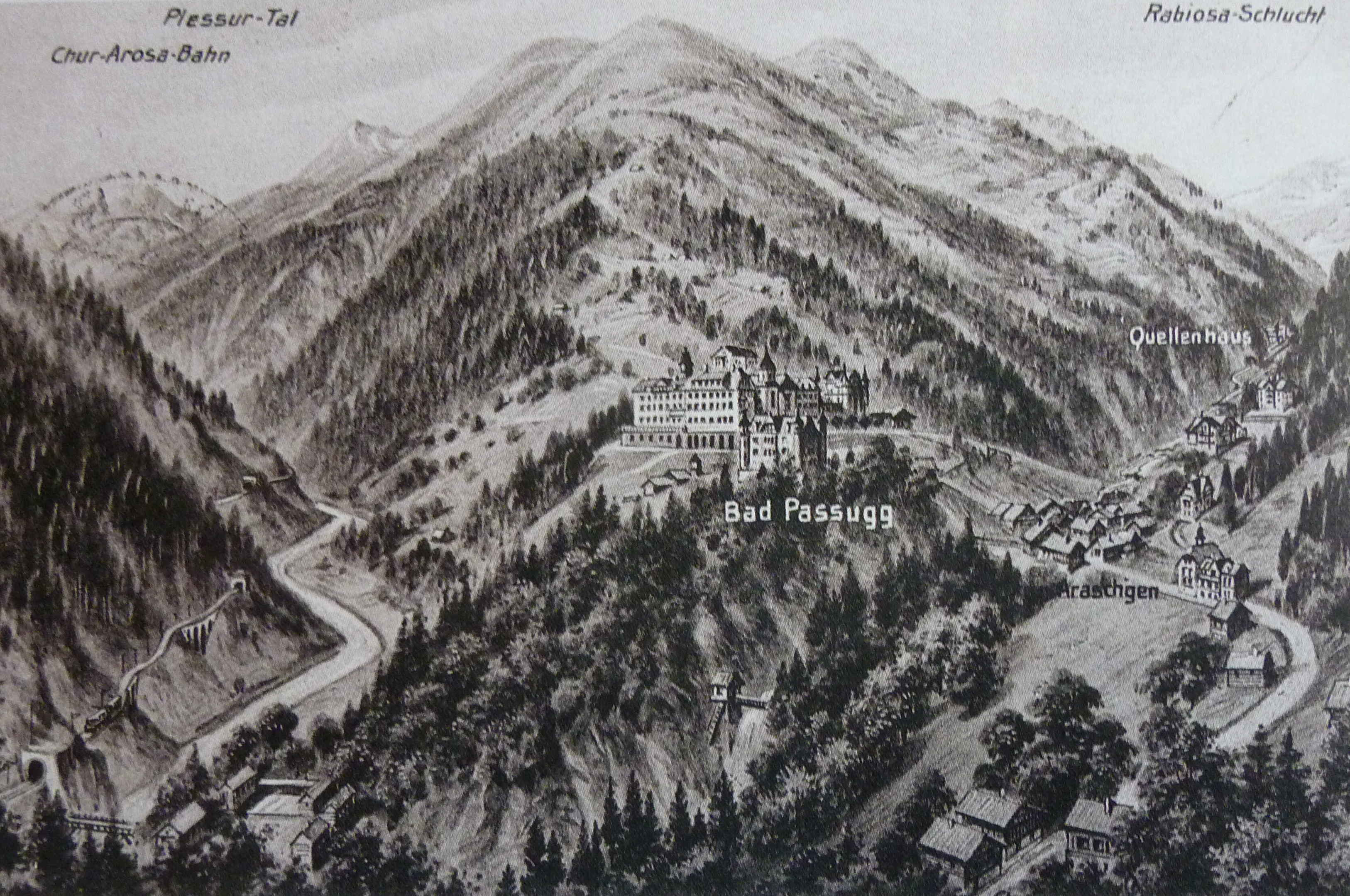
Kurhaus Passugg um 1910

### Heilquellen
1863 wurden in der Rabiosaschlucht bei Passugg die bereits seit dem 16. Jahrhundert genutzten, jedoch zwischenzeitlich verschütteten Heilquellen wiederentdeckt. Sie wurden zur Grundlage der in der ganzen Schweiz bekannten Passugger Mineralwasserquelle.

### Kraftwerke
Die bereits 1906 privat entstandene Elektrizitätswerk AG Churwalden wurde 1984 gründlich renoviert, die bestehenden Turbinen und Generatoren ersetzt und 2007 in Rabiosa Energie umbenannt; sie versorgte in der ganzen Talschaft bereits 2008 mehr als 2'000 Abonnenten in der ganzen Gemeinde Churwalden.